# Wysznieje Bolszoje
Wysznieje Bolszoje (ros. Вышнее Большое) – wieś (ros. село, trb. sieło) w zachodniej Rosji, w sielsowiecie bolszowskim rejonu wołowskiego w obwodzie lipieckim.

## Geografia
Miejscowość położona jest nad ruczajem Bolszoj, 3 km od centrum administracyjnego sielsowietu bolszowskiego (Niżnieje Bolszoje), 6 km od centrum administracyjnego rejonu (Wołowo), 138 km od stolicy obwodu (Lipieck).
W granicach miejscowości znajdują się ulice: Bieriegowaja, Centralnaja, Komsomolskaja, Krasnaja, Nowaja, zaułek Nowyj, Parkowaja, Polewaja, Sadowaja.

## Demografia
W 2012 r. miejscowość zamieszkiwało 739 osób.